# عبد الكريم جدبان
 عبد الكريم بن أحمد جدبان (صعدة، 1965 - 2013) كان سياسياً يمنياِ مقرباً من جماعة الحوثيين اُغْتيل من قبل مسلحين مجهولين عقب خروجه من مسجد الشوكاني بالعاصمة اليمنية صنعاء. وكان اغتياله في ظل صراع مسلح تخوضه جماعات وهابية مع الحوثيين. كان عضواً في مجلس النواب اليمني ونائباً مستقلاً ولكنه انضم لكتلة حزب المؤتمر الشعبي العام لأغراض تكتيكية. ساهم في تشكيل حزب الحق وكان من المؤيدين لجماعة الحوثيين. كان قد تعرض لعدة محاولات اغتيال سابقة وحمل حزب التجمع اليمني للإصلاح مسؤولية أي ضرر يصيبه.